# Suisse aux Jeux olympiques d'été de 1956
La Suisse boycotte les Jeux olympiques d'été de 1956 qui ont lieu à Melbourne, en Australie, à cause de l'invasion de la Hongrie par l'Union soviétique. Elle se ravise ensuite mais trop tard pour participer.
Elle participe cependant aux épreuves d'équitation, qui ont lieu à Stockholm, en Suède, à cause des lois d'entrées en Australie pour les animaux. Composée de neuf participants, elle y remporte une médaille de bronze, se plaçant à la 35e place au classement total des médailles.

## Médaille
| Médaille                            | Noms                                               | Sport      | Compétition         |
| ----------------------------------- | -------------------------------------------------- | ---------- | ------------------- |
| Médaille de bronze, Jeux olympiques | Henri Chammartin Gustav Fischer Gottfried Trachsel | Équitation | Dressage par équipe |